# Korintha Bärtsch
Korintha Bärtsch (* 30. Juni 1984 in Luzern) ist eine Schweizer Politikerin (Grüne). Seit September 2024 ist sie Stadträtin der Stadt Luzern.

## Biografie
Korintha Bärtsch besuchte in Luzern die Kantonsschule Alpenquai. Nach einem Masterstudium in Umweltnaturwissenschaften an der ETH Zürich arbeitete sie im Bereich Lärmschutz für die Dienststelle Umwelt und Energie des Kantons Luzern. Später war sie Projektleiterin im Beratungs- und Planungsbüro IC Infraconsult in Bern. Seit dem 1. September 2024 ist sie Stadträtin der Stadt Luzern und Vorsteherin der Baudirektion.
Bärtsch engagiert sich in verschiedenen Vereinen und Verbänden, unter anderem ist sie Co-Präsidentin von Pro Velo Luzern. Sie wohnt in der Stadt Luzern.

## Politik
Bärtsch war bereits als Jugendliche im Luzerner Jugendparlament aktiv. 2005 wurde sie in den Grossen Stadtrat von Luzern (Legislative) gewählt, 2011 präsidierte sie diesen Rat. 2012 wurde sie Fraktionschefin der Grünen im Grossen Stadtrat. Dieses Amt hatte sie inne, bis sie 2019 in den Luzerner Kantonsrat gewählt wurde. Seit dem 17. Juni 2019 ist sie dort Mitglied der Kommission Raumplanung, Umwelt und Energie.
Gleichzeitig zur Kantonsratswahl kandidierte Bärtsch 2019 für einen Sitz in der Luzerner Kantonsregierung. Dabei erzielte sie einen Achtungserfolg, indem sie zwei bisherige Regierungsräte in einen zweiten Wahlgang zwang. Bei den Schweizer Parlamentswahlen 2019 kandidierte sie für einen Sitz im Nationalrat.
Anfang 2021 übernahm Bärtsch gemeinsam mit Rahel Estermann die Co-Leitung der Fraktion der Grünen und Jungen Grünen im Kantonsrat. Seit dem Juni 2023 amtet sie als alleinige Fraktionschefin der Grünen-Fraktion. Im Sommer 2023 wurde Bärtsch von den Grünen in der Stadt Luzern als Kandidatin für den frei werdenden Sitz von Adrian Borgula im Luzerner Stadtrat nominiert und bei den Stadtratswahlen im April 2024 im ersten Wahlgang gewählt.
Am 1. September 2024 trat sie das Amt als Stadträtin der Stadt Luzern an und ist Vorsteherin der Baudirektion.